# Sminthurinus concolor
Sminthurinus concolor är en urinsektsart som först beskrevs av Frederik Vilhelm August Meinert 1896.  Sminthurinus concolor ingår i släktet Sminthurinus, och familjen Katiannidae. Arten är reproducerande i Sverige.